# Coupe d'Allemagne de football 1989-1990
Navigation
Édition précédente Édition suivante
La coupe d'Allemagne de football 1989-1990 est la quarante septième édition de l'histoire de la compétition. La finale a lieu à l'Olympiastadion de Berlin.
Le 1. FC Kaiserslautern remporte le trophée pour la première fois de son histoire. Il bat en finale le Werder Brême sur le score de 3 buts à 2. Le Werder Brême échoue pour la deuxième fois d'affilée en finale.

## Premier tour
Les résultats du premier tour
| Date           | Domicile                  | Extérieur                  | Score         |
| -------------- | ------------------------- | -------------------------- | ------------- |
| 18 - 08 - 1989 | VfL Bückeburg             | Eintracht Brunswick        | 0 - 2         |
| 18 - 08 - 1989 | Rot-Weiss Francfort       | SV Waldhof Mannheim        | 0 - 1         |
| 18 - 08 - 1989 | Arminia Hanovre           | FC 08 Homburg              | 2 - 1         |
| 18 - 08 - 1989 | FC St. Pauli              | Werder Brême               | 1 - 2         |
| 18 - 08 - 1989 | Kickers Offenbach         | FC Bayer 05 Uerdingen      | 2 - 1         |
| 19 - 08 - 1989 | VfR Sölde                 | 1. FC Cologne              | 0 - 3         |
| 19 - 08 - 1989 | Eintracht Francfort       | Bayern Munich              | 0 - 1         |
| 19 - 08 - 1989 | Hambourg SV               | MSV Duisbourg              | 2 - 4         |
| 19 - 08 - 1989 | Hanovre 96                | Borussia Mönchengladbach   | 0 - 3         |
| 19 - 08 - 1989 | VfL Wolfsbourg            | VfB Stuttgart              | 1 - 3         |
| 19 - 08 - 1989 | Bayer Leverkusen          | 1. FC Kaiserslautern       | 0 - 1         |
| 19 - 08 - 1989 | Hertha 03 Zehlendorf      | 1. FC Nuremberg            | 0 - 4         |
| 19 - 08 - 1989 | SpVgg Plattling           | Fortuna Düsseldorf         | 1 - 2 (a. p.) |
| 19 - 08 - 1989 | 1. FC Saarbrücken         | SV Meppen                  | 3 - 1         |
| 19 - 08 - 1989 | Rot-Weiss Essen           | SG Wattenscheid 09         | 1 - 2         |
| 19 - 08 - 1989 | VfL Osnabrück             | FC Schalke 04              | 3 - 1 (a. p.) |
| 19 - 08 - 1989 | SV Langenau               | Stuttgarter Kickers        | 0 - 6         |
| 19 - 08 - 1989 | SC Jülich                 | Blau-Weiß 90 Berlin        | 2 - 2 (a. p.) |
| 19 - 08 - 1989 | FC Wangen                 | SV Darmstadt 98            | 0 - 3         |
| 19 - 08 - 1989 | 1. FC Pforzheim           | SpVgg Oberfranken Bayreuth | 4 - 1         |
| 19 - 08 - 1989 | 1. FC Schweinfurt 05      | Altona 93                  | 1 - 0         |
| 19 - 08 - 1989 | TSG Pfeddersheim          | VfB Gaggenau               | 2 - 0         |
| 19 - 08 - 1989 | SC Geislingen             | TSV 1860 Munich            | 0 - 3         |
| 19 - 08 - 1989 | SV Edenkoben              | Saar 05 Saarbrücken        | 1 - 0         |
| 19 - 08 - 1989 | Borussia Dortmund         | Fortuna Cologne            | 3 - 0         |
| 19 - 08 - 1989 | SV Wiesbaden              | VfL Bochum                 | 0 - 2         |
| 20 - 08 - 1989 | Werder Brême              | Bayer Leverkusen           | 1 - 4         |
| 20 - 08 - 1989 | Union Solingen            | SC Fribourg                | 1 - 3 (a. p.) |
| 20 - 08 - 1989 | FC Gütersloh              | Hertha BSC Berlin          | 1 - 1 (a. p.) |
| 20 - 08 - 1989 | FSV Salmrohr              | TuS Hoisdorf               | 1 - 3         |
| 20 - 08 - 1989 | SV Viktoria Aschaffenburg | Karlsruher SC              | 2 - 6         |
| 20 - 08 - 1989 | 1. FSV Mayence 05         | Alemannia Aix-la-Chapelle  | 2 - 0         |
| 29 - 08 - 1989 | Hertha BSC Berlin         | FC Gütersloh               | 0 - 1         |
| 30 - 08 - 1989 | Blau-Weiß 90 Berlin       | SC Jülich                  | 1 - 0         |

## Deuxième tour
Les résultats du deuxième tour
| Date           | Domicile                 | Extérieur            | score         |
| -------------- | ------------------------ | -------------------- | ------------- |
| 23 - 09 - 1989 | Borussia Mönchengladbach | 1. FC Nuremberg      | 4 - 1         |
| 23 - 09 - 1989 | Bayern Munich            | SV Waldhof Mannheim  | 2 - 0         |
| 23 - 09 - 1989 | SC Fribourg              | Karlsruher SC        | 1 - 2         |
| 23 - 09 - 1989 | SV Darmstadt 98          | Bayer Leverkusen     | 1 - 0         |
| 23 - 09 - 1989 | Stuttgarter Kickers      | Werder Brême         | 2 - 3         |
| 23 - 09 - 1989 | Borussia Dortmund        | Eintracht Brunswick  | 2 - 3         |
| 23 - 09 - 1989 | 1. FC Pforzheim          | VfL Bochum           | 1 - 0         |
| 23 - 09 - 1989 | Arminia Hanovre          | 1. FC Cologne        | 2 - 4         |
| 23 - 09 - 1989 | 1. FSV Mayence           | 1. FC Kaiserslautern | 1 - 3         |
| 23 - 09 - 1989 | FC Gütersloh             | VfB Stuttgart        | 0 - 2 (a. p.) |
| 23 - 09 - 1989 | SV Edenkoben             | MSV Duisbourg        | 1 - 2 (a. p.) |
| 23 - 09 - 1989 | 1. FC Schweinfurt 05     | Blau-Weiß 90 Berlin  | 4 - 2         |
| 23 - 09 - 1989 | TSG Pfeddersheim         | Kickers Offenbach    | 1 - 3         |
| 23 - 09 - 1989 | TuS Hoisdorf             | TSV 1860 Munich      | 0 - 2         |
| 24 - 09 - 1989 | Fortuna Düsseldorf       | 1. FC Saarbrücken    | 4 - 0         |
| 24 - 09 - 1989 | SG Wattenscheid 09       | VfL Osnabrück        | 0 - 2         |

## Huitièmes de finale
Les résultats des huitièmes de finale.
| Date           | Domicile             | Extérieur                | Score      |
| -------------- | -------------------- | ------------------------ | ---------- |
| 08 - 11 - 1989 | TSV 1860 Munich      | Werder Brême             | 1 - 2      |
| 09 - 11 - 1989 | 1. FC Kaiserslautern | 1.FC Cologne             | 2 - 1      |
| 09 - 11 - 1989 | VfB Stuttgart        | Bayern Munich            | 3 - 0      |
| 10 - 11 - 1989 | Kickers Offenbach    | Borussia Mönchengladbach | 1 - 0 a.p. |
| 11 - 11 - 1989 | 1. FC Schweinfurt 05 | Eintracht Brunswick      | 0 - 2      |
| 11 - 11 - 1989 | 1. FC Pforzheim      | Fortuna Düsseldorf       | 1 - 3      |
| 11 - 11 - 1989 | MSV Duisbourg        | SV Darmstadt 98          | 4 - 1      |
| 11 - 11 - 1989 | VfL Osnabrück        | Karlsruher SC            | 3 - 2      |

## Quarts de finale
Les résultats des quarts de finale.
| Date           | Domicile             | Extérieur          | Score      |
| -------------- | -------------------- | ------------------ | ---------- |
| 12 - 12 - 1989 | Werder Brême         | VfB Stuttgart      | 3 - 0      |
| 12 - 12 - 1989 | 1. FC Kaiserslautern | Fortuna Düsseldorf | 3 - 1      |
| 13 - 12 - 1989 | Eintracht Brunswick  | VfL Osnabrück      | 3 - 2      |
| 17 - 02 - 1990 | Kickers Offenbach    | MSV Duisbourg      | 1 - 1 a.p. |

Match rejoué
| 13 - 03 - 1990 | MSV Duisbourg | Kickers Offenbach | 0 - 1 |

## Demi-finales
Les résultats des demi-finales.
| Date           | Domicile          | Extérieur            | Score |
| -------------- | ----------------- | -------------------- | ----- |
| 27 - 03 - 1990 | Werder Brême      | Eintracht Brunswick  | 2 - 0 |
| 28 - 03 - 1990 | Kickers Offenbach | 1. FC Kaiserslautern | 0 - 1 |

## Finale
| Entraîneur :       |
| Karlheinz Feldkamp |

| Entraîneur :  |
| Otto Rehhagel |

| Entraîneur :       |
| Karlheinz Feldkamp |

| Entraîneur :  |
| Otto Rehhagel |